# Bedrokyčelní sval

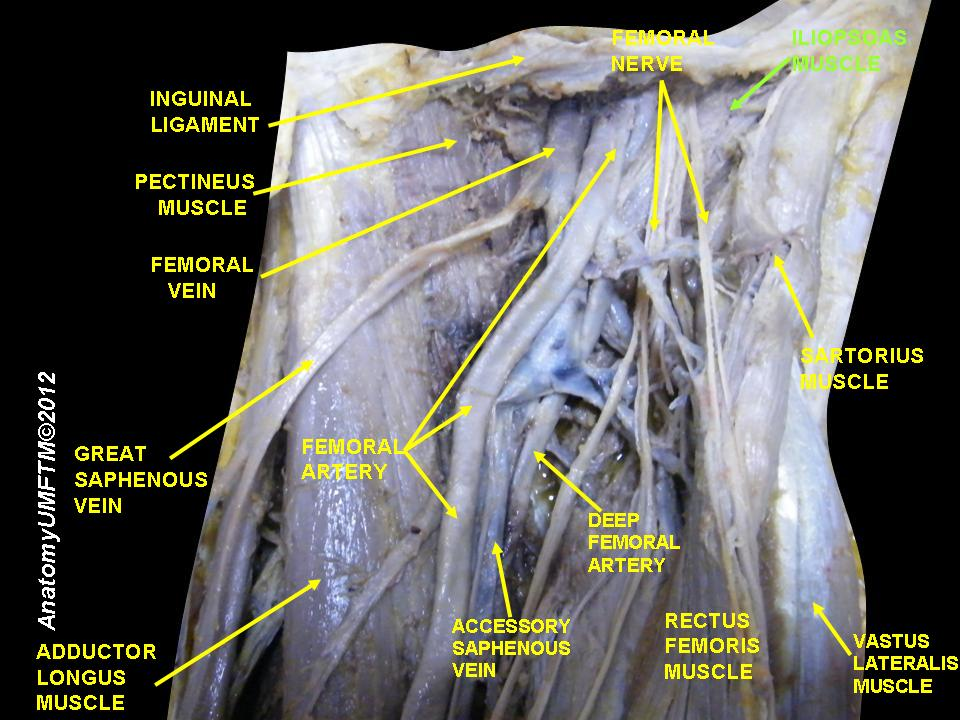
Bedrokyčelní sval (zelená šipka)

Bedrokyčelní sval (latinsky musculus iliopsoas) je složen z velkého svalu bederního (m. psoas) a svalu kyčelního (m. iliacus). Začíná na vnitřní straně horních bederních obratlů páteře, kde se stýká s úpony bránice. Dále probíhá zadní stranou břišní dutiny a pánevní lopatou, kde se spojuje s m. iliacus v jednu funkční jednotku (m. iliopsoas). Tře se o hranu stydké kosti (lacuna musculorum) a upíná se na malý (vnitřní) trochanter kosti stehenní. Je tak startér flexe v kyčli a počáteční fáze kroku. Střídavé kontrakce iliopsoasu při chůzi napomáhají i motilitě střev, tedy trávení a peristaltice. Antagonisty bedrokyčelního svalu jsou svaly gluteální (hýžďové).
Ač je iliopsoas počítán mezi svaly fázické, je i svalem, který je důležitý pro posturu těla. Má-li svou fyziologickou trofiku, udržuje rozestup bederních obratlů a tím i funkci lumbárního nervového plexu. Má velkou tendenci ke zkrácení, měl by se tedy cvičením protahovat. Zkrácen působí ztuhlost a hyperlordózu bederní páteře, snížení meziobratlových plotének, ochabnutí hýžďových svalů, omezení rozsahů kyčle (předstupeň koxartrózy), problémy trávení aj. Tento stav popsal Janda jako “dolní zkřížený syndrom”. U jedinců se ztuhlou bederní páteří může být příčinou právě tuhost bedrokyčelního svalu. Vyšetření a terapii provádí fyzioterapie.